# Філь Ярослава
Ярослава-Ірина Філь (*22 січня 1925 — 30 листопада 2014) — українська лікарка та зв'язкова в роки Другої світової війни, громадська діячка. Учасниця боротьби проти Радянського Союзу у складі Української Повстанської армії, довголітня очільниця відділу Об'єднання українських жінок у Німеччині в Мюнхені.

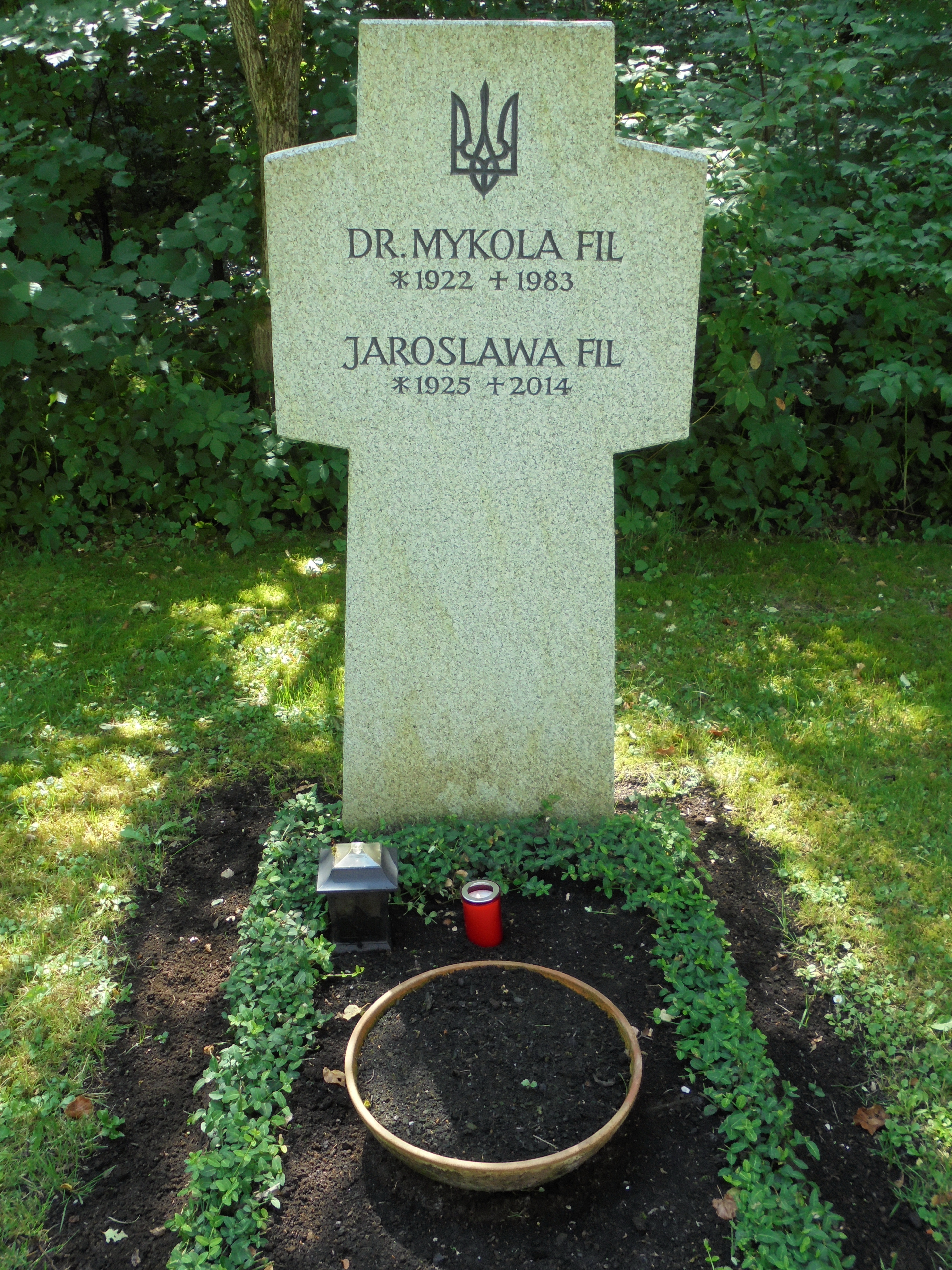
Могила Я. Філь, 2017 р.

## Життєпис
Народилася 1925 року в м. Любачів (тепер підкарпатське воєводство, Польща). Донька Адама Мороза, інженера-будівника, та Катерини Лятошинської. 1928 року Філь втратила батька, який помер від запалення легенів. У рідному місті закінчила 6 класів народної школи, потім навчалася в Любачівській гімназії. 1939 року після окупації території радянськими військами гімназію було ліквідовано: замість 4 класу гімназії Ярослава пішла до 8 класу радянської школи. Проте встигла закінчнити 9 класів, оскільки почалася радянсько-німечька війна у 1941 році. Незабаром стала членом юнацького підрозділу Організації українських націоналістів. 1942 року перебирається до Львова, де навчалася на курсах для української молоді. Водночас навчалася на санітарних курсах ОУН.
У 1943 році стала членом цивільної мережі УПА, отримавши псевдо «Марта». Спочатку допомагала з облаштування, харчами Любачівському загону самооборони, що боронив українські села від польських збройних формувань. Влітку 1944 року пройшла вишкіл радіооператорів. З кінця того ж року стає однією зі зв'язкових на Равнщині та Любачівщині. У 1946 року її родину було переселено до міста Вінники. Того ж року очолила Український Червоний Хрест на Лемківщині (9 район в надрайоні «Бескид»). Тут познайомилася з майбутнім чоловіком Моколою Філь (псевдо «Пугач»)
1947 року декілька місяців після акції «Вісла» їй вдалося з відрозділами «Хріна» незаконно перебратися з Польщі до Радянської України, а потім знову до Польщі (Ольштинського воєводства) й через Варшаву до південної Німеччини, куди потрапила вже 1948 року. Вступила на філософський факультет Українського вільного університету, де вивчала українську літературу. При цьому мешкала в Ульмі. 1950 року одружилася. Закінчила університет у 1951 році.
1951 року стала працювати в Антибольшевицькому бюро народів — секретарем його голови Ярослава Стецька. 1957 року стала членом Об'єднання українських жінок у Німеччині, почавши з секретаря відділу Мюнхен, закінчивши головою цього відділу. З 1958 року стала працювати в українській суботній школі. Водночас була однією з виховательок у Спілці української молоді в Німеччині.
1960 року стала директоркою суботньої української школи у Мюнхені (до 1989 року). 1970 році обрано головою церковної організації Світського Апостоляту жінок у Німеччині (член організації з 1968 року). У 1983 році помер її чоловік. У 1992 році померла мати Ярослави Філь.
2003 року у Варшаві видала свої спогади «Оглянувшись у минуле».

## Нагороди
Орден папи римського «Pro Ecclesia et Pontefice» (1995 рік)

## Родина
Чоловік — Микола Філь, вояк УПА, диригент хору кафедрального собору у Мюнхені, доктор філософії УВУ в Мюнхені. 
Діти:
- Христина (нар. 1951)
- Орест (нар. 1954)